# Kamel Riahi
Kamel Riahi (arabe : كمال الرياحي), né le 16 mai 1974 à El Aroussa, est un écrivain tunisien.

## Biographie
En 2009, Kamel Riahi figure dans la liste des auteurs de Beyrouth 39. Entre 2009 et 2010, il dirige le département de l'Institut supérieur arabe de la traduction en Algérie. C'est au cours de ce séjour qu'il s'intéresse à l'autofiction et écrit sur son parcours à la quête d'un travail en Algérie. Il est présenté à la Foire internationale du livre de Tunis (ar) en 2018 en arabe sous le titre Un zéro pour le mort. Il reçoit pour ce livre le Prix Ibn Battûta du récit de voyage.
Il s'interroge sur le genre de l'autofiction et sa correspondance avec Philippe Lejeune sur le sujet est publiée en français en 2009 dans un ouvrage intitulé Ainsi parlait Philippe Lejeune.
À son retour en Tunisie, il rejoint le ministère de la Culture en tant que responsable d'animation culturelle. Son roman en arabe, Le Scalpel (المشرط) publié en 2006, est censuré par l'Arabie saoudite lors de sa réédition en 2012.
À partir de 2018, il dirige la Maison du Roman à Tunis, placée sous la tutelle du ministère de la Culture. Il s'agit du « premier espace consacré au roman dans le monde arabe ».
En 2023, son roman Le Frankenstein tunisien, critique à l'égard du président tunisien Kaïs Saïed, est censuré à la Foire internationale du livre de Tunis ; le livre est confisqué et le stand de son éditeur, Dar al-Kitab, est fermé.